# Hugo von Freytag-Loringhoven
Hugo Friedrich Philipp Johann Freiherr von Freytag-Loringhoven (Dánia, Koppenhága, 1855. május 22. - Németország, Weimar, 1924. október 19.) dán származású német katona, tábornok, katonai szakíró.

## Élete

### Ifjúkora
Von Freytag-Loringhoven 1855. május 22.-én született a Dán Királyság fővárosában, Koppenhágában, gazdag nemesi családban. 

### Katonai szolgálata
1868-ban lépett be az orosz hadseregbe, majd 10 évvel később került a porosz hadsereg kötelékébe és részt vett az 1870-1871-es Porosz-francia háborúban.
1877-re már hadnagyi rangban szolgál.
Az első világháború kitörése után mint összekötő tiszt szolgált az osztrák-magyar és a német vezérkar közt. 1915-ben a 9. német tartalék hadtest parancsnoka. Még ugyanebben az évben az akkori német főparancsnok, Erich von Falkenhayn szállásmestere lett. 1916 áprilisában Ernst von Zieten után a 17. hadosztály parancsnoka lett. Még ebben az évben helyettes vezérkari főnök és hadtudományi munkásságáért megkapja a Pour le Mérite Érdemrendet.

### További élete
Későbbi életét annak szentelte, hogy irodalmi munkásságát növelje s még öt szakkönyvet írt. 1924-ben hunyt el, 69 éves korában.

### Művei
- Die Heerführung Napoleons und Moltkes (1897)
- Die Macht der Persönlichkeit im Kriege (1905)
- König Friedrich als Kriegsherr und Heerführer (1912)
- Die Grundbedinungen kriegerischen Erfolges (1914)
- Kriegführung und Politik (1918)
- Heerführung im Weltkrieg (1920)
- Generalfeldmarschall Graf von Schlieffen (1920)
- Die Psyche der Heere (1923)
- Menschen und Dinge, wie ich sie in meinem Leben sah (1923)
- Die Verwertung kriegsgeschichtlicher Erfahrungen (1925)